# 원대기
원대기(元大器, ? ~ 547년 9월 27일)는 북위, 동위의 종실로 북위 도무제의 증조부인 탁발울률의 잉손(仍孫, 7대손)이며 효정제의 19촌 천조부(天祖父, 5대조)뻘 황족이다.

## 생애
아버지 원지(元鷙)가 죽자 원대기는 화산왕(華山王)의 작위를 계승하였다.
547년 8월, 효정제는 고징에게 당한 치욕을 견디지 못하고 사영운의 시를 읆었다. 그것을 들은 상시직의 순제(荀濟)가 효정제의 뜻을 간파하니 사부랑중(祠部郞中) 원근(元瑾), 원대기, 유사일(劉思逸), 원휘(元徽), 원선홍(元宣洪) 등과 고징의 암살을 모의했다. 
효정제가 조서를 내리를 척 하며 순제에게 "언제 강과(講課)할 것입니까" 라고 하자 궁중에 토산을 쌓는 척 하던 수문장이 고징에게 보고하였다. 이후 고징이 군대를 지휘하며 궁궐에 쳐들어가 효정제를 유폐시킨 뒤, 동년 9월 27일 원대기와 순제 등을 시장터에서 팽형하였다.

## 가족
- 태조부: 탁발울률
- 열조부: 원고(元孤)
- 천조부: 원근(元斤)
- 고조부: 원낙진(元樂眞)
- 증조부: 원릉(元陵)
- 조부: 원굉(元肱) - 기주자사(冀州刺史)
- 부친: 원지